# 김광영 (1956년)
김광영(金光榮, 1956년 - )은 조선민주주의인민공화국의 정치인이다. 전 내각 임업상 겸 최고인민회의 제12기 대의원이다.

## 경력
2002년 강원도 임업연합기업소 지배인을 거쳐 2007년 10월 임업성 부상을 지냈다. 2008년 10월부터 2014년 4월까지 임업상을 역임했다.

## 최고인민회의 대의원
2009년 4월 최고인민회의 제12기 대의원으로 선출되었다.